# Rhinomugil corsula
Rhinomugil corsula är en fiskart som först beskrevs av Hamilton 1822.  Rhinomugil corsula ingår i släktet Rhinomugil och familjen multfiskar. IUCN kategoriserar arten globalt som livskraftig. Inga underarter finns listade i Catalogue of Life.